# Porphyrophora hamelii
Porphyrophora hamelii är en insektsart som beskrevs av Brandt 1833. Porphyrophora hamelii ingår i släktet Porphyrophora och familjen pärlsköldlöss. Inga underarter finns listade i Catalogue of Life.

## Bildgalleri

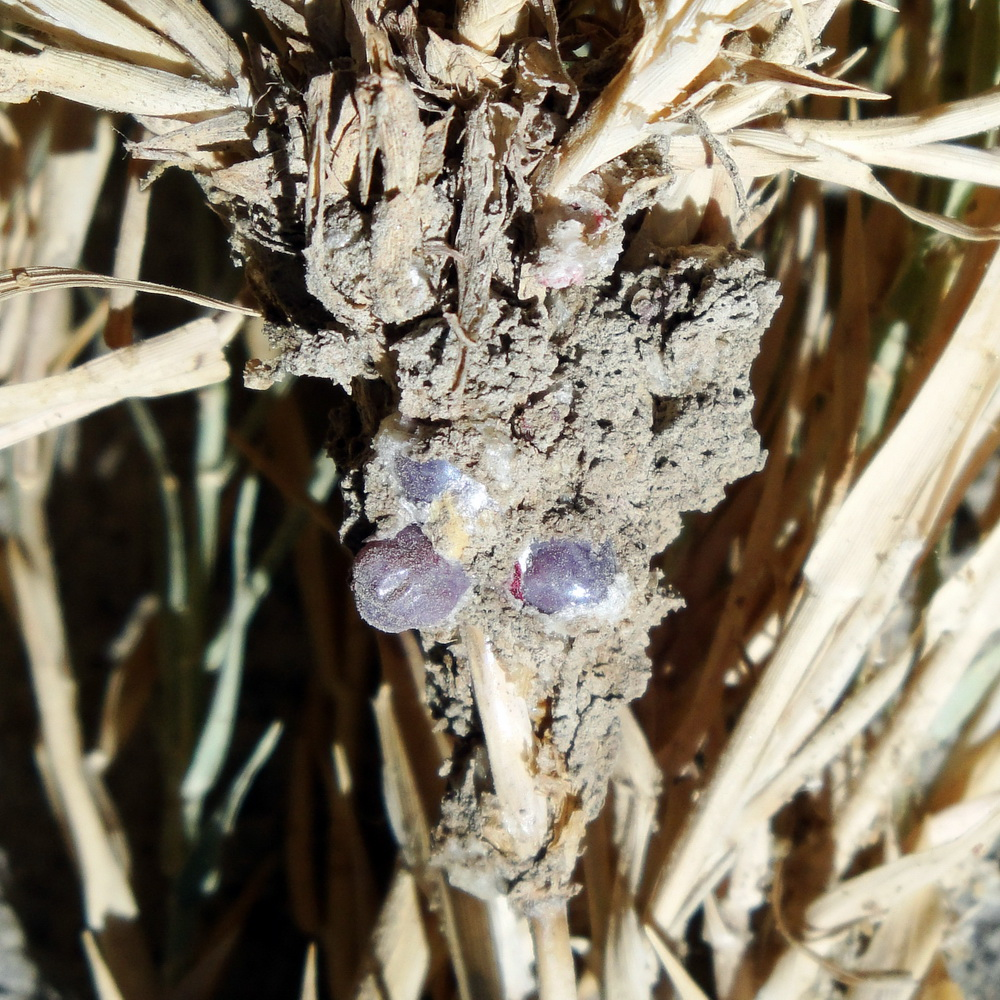
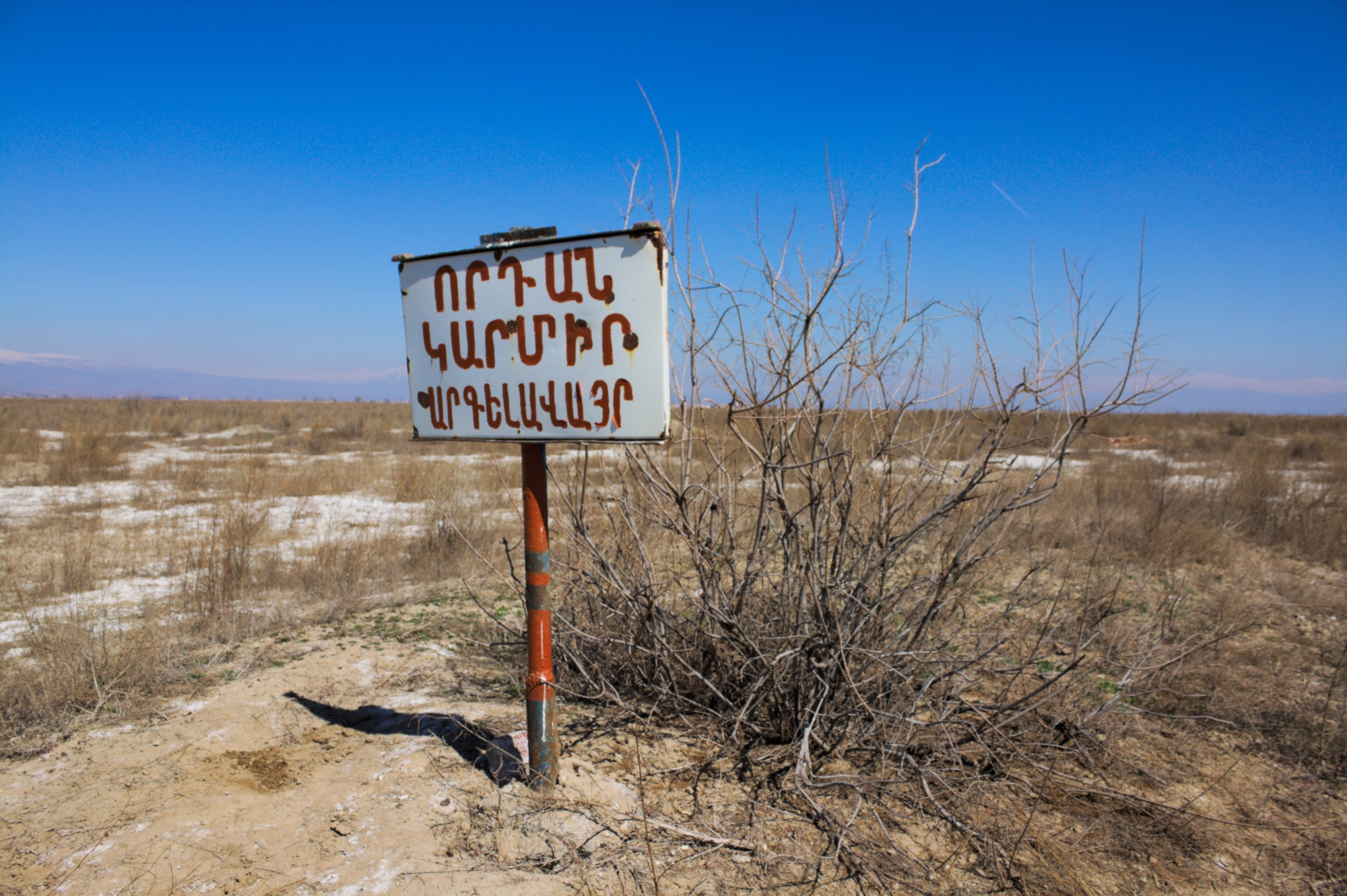
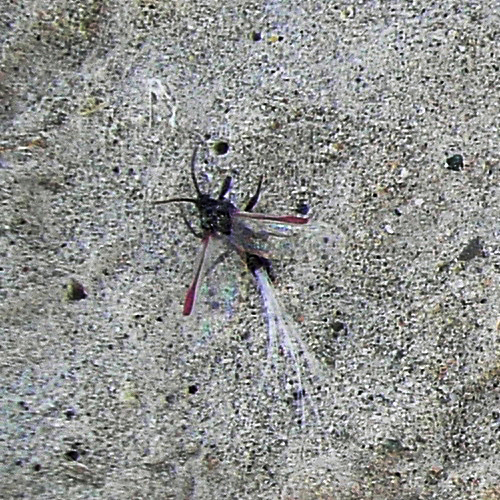
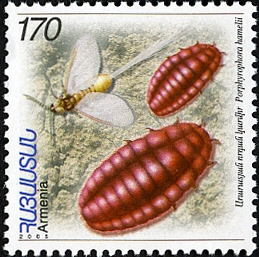